# Wayne (contea di Delaware, Pennsylvania)

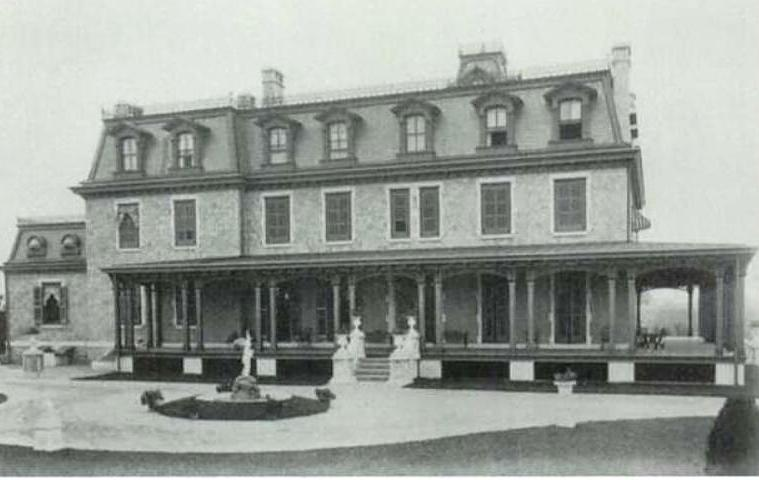
"Louella House" (1875), la casa del fondatore della città, J. Henry Askin

Wayne è una località (unincorporated area) degli Stati Uniti d'America, nella contea di Delaware, in Pennsylvania, presso la Pennsylvania Main Line.
Il suo primo nome fu Louella, dal nome della casa del fondatore della città, J. Henry Askin.
Mentre il centro è situato nel territorio della township di Radnor, parte di Wayne si estende sia nella township di Tredyffrin, nella contea di Chester che nella township di Upper Merion, nella contea di Montgomery. Tenendo conto dell'area servita dall'ufficio postale di Wayne, la community si estende lungo la township di Easttown, nella contea di Chester.
La località ha dato i natali al soprano di origine italiana Anna Moffo.